# 茅原実里 SANCTUARY
『茅原実里 SANCTUARY』（ちはらみのり サンクチュアリィ）は、TOKYO FMで放送されていた番組。パーソナリティは茅原実里。

## 概要
茅原にとっては初のFMでのレギュラー番組であり、「茅原実里の負けないラジオ/いけないラジオ」以来7年ぶりの地上波ラジオでの冠番組となる。主に毎週ひとつのテーマをもとにトークを展開し、新曲発売前には新曲に関する話題を取り上げていた。
当初は茅原実里10周年記念ライブ「Minori Chihara 10th Anniversary Live ～SANCTUARY～」に向けての期間限定番組として2014年12月までの放送予定となっていたが、12月8日放送にて12月以降の番組継続が発表された。2015年7月より土曜深夜の30分番組に拡大し9月いっぱいまで放送。

## 放送時間
- 2014年9月1日 - 2015年6月29日：毎週月曜日 21:00 - 21:20
- 2015年7月4日 - 9月26日：毎週土曜日 26:00 - 26:30

## 主な企画
- 恋唄ライブラリー
  - 毎回1曲恋愛ソングをピックアップし、その曲の歌詞を掘り下げて恋愛観を学び女子力を高めるコーナー。2015年7月4日放送で開始。

## ゲスト
2014年
- 12月29日 カツ（茅原が通うジムのトレーナー、電話出演）

2015年
- 1月5日 ゲッターズ飯田
- 4月20日・27日 畑亜貴

## スタッフ
- ディレクター：善本

## 関連企画
- 茅原実里検定
  - 「TOKYO FM ネット検定」の一環として、茅原実里のこれまでの音楽活動やプライベートをクイズ形式で出題する検定企画。2015年7月8日から8月7日に開催、特典として参加者全員に成績別のデジタル認定証・20名に茅原サイン入りの額入り認定証・「マイスター」レベル認定者5名にSANCTUARY番組収録スタジオ招待・ランキング最終上位3名に河口湖ライブ「MINORI CHIHARA LIVE 2015 SUMMER DREAM3」のスタッフTシャツがプレゼントされる。マイスター認定者を招待してのSANCTUARY収録は8月24日に行われ、8月29日に放送された。

## 関連商品
- 茅原実里 SANCTUARY オリジナル目覚まし時計
  - 番組内で募集した茅原に言ってもらいたいコメントを厳選して録音した生声を収録した目覚まし時計。
  - 2014年11月18日開催の茅原実里10周年記念ライブ「Minori Chihara 10th Anniversary Live 〜SANCTUARY〜」、2015年5月6日開催のシンフォニックコンサート「Minori Chihara Symphonic Concert 2015 ～Reincarnation～」のグッズとして販売され、10周年記念ライブ後にはTOKYO FM公式通販サイト「Shops.Love」でも販売された。